# Municipio de Hendricks (Míchigan)
El municipio de Hendricks (en inglés: Hendricks Township) es un municipio ubicado en el condado de Mackinac en el estado estadounidense de Míchigan. En el año 2010 tenía una población de 153 habitantes y una densidad poblacional de 0,73 personas por km².

## Geografía
El municipio de Hendricks se encuentra ubicado en las coordenadas 46°7′45″N 85°8′52″O / 46.12917, -85.14778. Según la Oficina del Censo de los Estados Unidos, el municipio tiene una superficie total de 210.06 km², de la cual 204,52 km² corresponden a tierra firme y (2,63 %) 5,53 km² es agua.

## Demografía
Según el censo de 2010, había 153 personas residiendo en el municipio de Hendricks. La densidad de población era de 0,73 hab./km². De los 153 habitantes, el municipio de Hendricks estaba compuesto por el 75,16 % blancos, el 15,69 % eran amerindios, el 0,65 % eran de otras razas y el 8,5 % eran de una mezcla de razas. Del total de la población el 1,31 % eran hispanos o latinos de cualquier raza.